# Mack Hilton
Mack Hilton (Carolina del Sur, 24 de febrero de 1958) es un exbaloncestista estadounidense nacionalizado chileno, de destacada y vasta trayectoria principalmente en Chile y Argentina. Fue integrante de la selección nacional de Chile. 

## Trayectoria
Hilton asistió al Voorhees College en Denmark, Carolina del Sur. Allí esetudió psicología y jugó con los Tigers, el equipo de baloncesto de la institución que competía en los torneos de la NAIA. 
En 1982 llegó a Chile para jugar básquetbol, lo que haría en los principales clubes de la DIMAYOR. Estuvo hasta el año 1985, pasando luego a la Argentina, donde terminaría jugando en la recientemente creada Liga Nacional de Básquet. Volvió a Chile en 1988 como refuerzo de Naval de Talcahuano, pero en 1990 volvió a migrar hacia el este para sumarse a Peñarol de Mar del Plata.
En 1992 retorna a Chile y opta por adquirir la nacionalidad de ese país, lo que no sólo facilitaba su contratación en el país al no ocupar ya uno de los cupos de extranjeros, sino que también lo habilitaba para jugar con la selección nacional. 
Uno de los picos más altos de su carrera los vivió en Colo-Colo entre 1996 y 1997, lo que el jugador recuerda así: 

Colo-Colo es Colo-Colo. Cuando estuve jugando acá me di cuenta que todo Chile era de Colo-Colo. Sentí y viví de cerca lo que siente un hincha colocolino. En cada ciudad que jugué, me di cuenta que estaba en una institución muy importante para el país. Era impactante el fanatismo que existía por la camiseta blanca.

A partir de 2002, ya transitando los últimos años de su carrera como baloncestista profesional, Hilton comenzó a entrenar a equipos de clubes y colegios. 
Tras su retiro a fines de 2005, se radicó definitivamente en Santiago, dedicándose a impartir clínicas y charlas sobre básquetbol y a organizar eventos deportivos. También protagonizó comerciales para televisión e incluso actuó en la película Brillantes.

## Selección nacional
Hilton jugó para la selección de baloncesto de Chile, en el XXXIX  Campeonato Sudamericano de Baloncesto de 2001 que se desarrolló en el mes de julio, en la ciudad chilena de Valdivia.

## Estadísticas

### Clubes
| Club                                 | País      | Año         |
| ------------------------------------ | --------- | ----------- |
| Sportiva Italiana de Valparaíso      | Chile     | 1982        |
| Universidad de Chile                 | Chile     | 1983        |
| San José de La Salle de Temuco       | Chile     | 1984        |
| Deportivo San Javier de Puerto Montt | Chile     | 1985        |
| El Nacional de Bahía Blanca          | Argentina | 1986        |
| Pacífico de Bahía Blanca             | Argentina | 1987        |
| Naval de Talcahuano                  | Chile     | 1988 – 1989 |
| Peñarol de Mar del Plata             | Argentina | 1990 – 1991 |
| Unión Deportiva Española de Temuco   | Chile     | 1990 – 1993 |
| Universidad de Temuco                | Chile     | 1994 – 1995 |
| Colo-Colo                            | Chile     | 1996 – 1997 |
| Provincial Llanquihue                | Chile     | 1998 – 2002 |
| Provincial Osorno                    | Chile     | 2003        |
| Deportes Ancud                       | Chile     | 2004        |
| Puente Alto                          | Chile     | 2005 – 2006 |

## Palmarés

### Campeonatos nacionales
| Título                            | Club                                 | País  | Año  |
| --------------------------------- | ------------------------------------ | ----- | ---- |
| Dimayor                           | Sportiva Italiana de Valparaíso      | Chile | 1982 |
| Torneo "Erasmo López" de Santiago | Universidad de Chile                 | Chile | 1983 |
| Libsur                            | San José de La Salle de Temuco       | Chile | 1984 |
| Libsur                            | Deportivo San Javier de Puerto Montt | Chile | 1985 |
| Dimayor                           | Universidad de Temuco                | Chile | 1994 |
| Dimayor                           | Colo-Colo                            | Chile | 1996 |
| Dimayor                           | Provincial Llanquihue                | Chile | 2002 |
| Libcentro                         | Puente Alto                          | Chile | 2005 |

### Distinciones individuales
| Distinción                                     | Otorgado por                      | Año  |
| ---------------------------------------------- | --------------------------------- | ---- |
| Premio Mejor Deportista del Básquetbol (Chile) | Círculo de Periodistas Deportivos | 1998 |
| Premio al Mérito Deportivo del Básquetbol.     | Círculo de Periodistas Deportivos | 2006 |